# Іван Бошкович
Іван Бошкович (серб. Иван Бошковић; нар. 1 лютого 1982, Никшич, СР Чорногорія) — чорногорський футболіст, нападник.

## Життєпис
Народився в Никшичі, яка тоді входила до СР Чорногорії. Розпочав свою кар'єру в клубі свого рідного міста «Іскра» (Даниловград). У 1999 році перейшов до ФК «Сутьєска» (Нішич), який на той час став постійним клубом вищого дивізіону. Влітку 2004 року перейшов до найпринциповішого чорногорського клубу,«Будучност» (Подгориця), який грав також у Першій лізі Сербії та Чорногорії. У січні 2005 року, під час зимової перерви, переїхав до Франції і приєднався до команди Ліги 2, «Анже», де провів решту сезону, перш ніж повернутися в Будучність наступного літа.
Влітку 2006 року чемпіонати Сербії та Чорногорії розділилися, а Іван Бошкович залишив «Будучность» і переїхав до Сербії, щоб грати в Суперлізі, спочатку з «Воєводинлю»  протягом сезонів 2006/07 років, а потім за «Борац» (Чачак) у сезоні 2007/08 років.
Влітку 2008 року повертається до Чорногорії і підписує контракт з командою Першої ліги «Грбаль», де грав протягом наступних трьох сезонів і став найкращим бомбардиром чемпіонату 2010 року з 28-ма голами. У 2011 році переїхав до Узбекистану і приєднався до «Насафа», у складі якого виграв Кубок АФК 2011 року та став найкращим бомбардиром Кубку АФК 2011 року з 10 голами. Через два роки залишив Узбекистан. На початку 2014 року перейшов до ФК «Чонбурі» з Першій лізі Таїланду, а в другій половині 2014 року відправився в оренду до «Срірачі». Потім грав за тайські клуби «Накхонратчасіма», «Теро Сасана», «Сісакет» та «Крабі». У січні 2017 року повернувся до Чорногорії, де став гравцем «Сутьєска» (Нікшич). 31 травня 2017 року виступав із клубом у фіналі Кубку Чорногорії. «Сутьєска» обіграв у фіналі «Грбаль» з рахунком 1:0. На початку липня 2017 року перейшов до клубу другого дивізіону «Районг». Свій останній сезон провів у четвертому дивізіоні Таїланду, де виступав за «Гулай Талаїнг». З клубом грав у Північно-Східній групі Четвертого дивізіону. 1 жовтня 2018 року завершив кар'єру футболіста.

## Досягнення

### Командні
«Воєводина»
- Кубок Сербії
  -  Володар (1): 2006/07

«Насаф»
- Суперліга Узбекистану
  -  Срібний призер (1): 2011

- Кубок Узбекистану
  -  Фіналіст (2): 2011, 2012

- Кубок АФК
  -  Володар (1): 2011

«Сутьєска»
- Кубок Чорногорії
  -  Володар (1): 2016/17

### Особисті
- Найкращий бомбардир кубку АФК (1): 2011
- Найкращий бомбардир чемпіонату Чорногорії (1): 2009/10